# Ajirkot
Ajirkot (en népalais : अजिरकोट) est une municipalité rurale du Népal située dans le district de Gorkha. Au recensement de 2011, elle comptait 14 802 habitants.
Elle regroupe les anciens comités de développement villageois de Ghyalchok, Kharibot, Hansapur, Simjung et Muchhok.